# Casa di York
La Casa di York fu uno dei due rami cadetti della dinastia dei Plantageneti.
Il casato venne fondato da Edmondo Plantageneto, I duca di York e quintogenito di Edoardo III d'Inghilterra. Salì al trono quando il nipote di Edmondo, Riccardo Plantageneto, III duca di York, avanzò pretese alla corona in quanto figlio di Anna Mortimer, discendente del secondogenito di Edoardo III, in opposizione a Enrico VI, discendente del quarto figlio di Edoardo III, Giovanni Plantageneto, I duca di Lancaster. Tale contrasto diede origine alla Guerra delle due rose.

## Inquadramento storico-politico

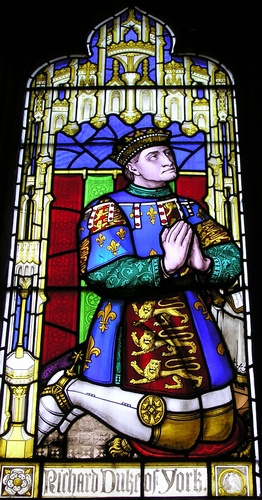
Il duca Riccardo di York. XV secolo ca., Saint Laurence's Church, Ludlow, Shropshire.

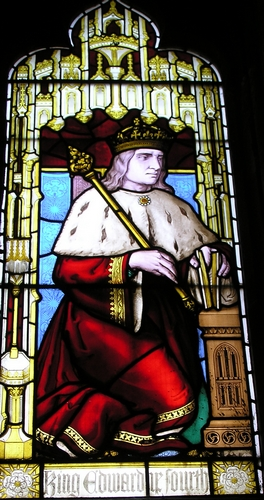
Edoardo IV di York, re d'Inghilterra. XV secolo ca., Saint Laurence's Church, Ludlow, Shropshire.

A partire dal 1399 la corona inglese era possesso della Casa di Lancaster, la potentissima famiglia feudale fondata da Giovanni Plantageneto, I duca di Lancaster, che era salita al trono grazie all'ambizione del figlio di quest'ultimo, Enrico IV.
Enrico V, valoroso soldato e abile stratega, rafforzò la sua autorità e il prestigio della famiglia infliggendo al regno di Francia numerose e pesanti sconfitte (la più famosa delle quali fu quella d'Azincourt, nel 1415), e facendosi riconoscere erede di Carlo VI di Francia (Trattato di Troyes, 1420).
Con Enrico VI (incoronato nel 1422), sovrano incompetente e afflitto da schizofrenia e demenza, il trono cominciò a vacillare: il sovrano, incapace di governare il suo Paese, fu affiancato da William de la Pole, I duca di Suffolk, e, soprattutto, da Margherita d'Angiò, la regina consorte.

## La Casa di York
La pretesa al trono d'Inghilterra, che era caduta dal momento che i Lancaster avevano regnato per tre generazioni, fu avanzata da Riccardo di York grazie al malgoverno della regina Margherita e dei suoi favoriti. Tuttavia essa era fondata genealogicamente, poiché il duca discendeva direttamente da Lionello Plantageneto, I duca di Clarence, mentre la casa di Lancaster discendeva da Giovanni, fratello minore di Lionello. Certo, la discendenza era per via femminile, ma gli stessi Plantageneti avevano reclamato il trono per via femminile, attraverso Matilde d'Inghilterra (1102-1167). La pretesa di Riccardo era anche favorita dall'accentramento dei titoli e dei domini ereditari nelle sue mani, e dalla sua parentela, attraverso il matrimonio con Cecily Neville, con i potenti conti di Westmorland. Era stata soprattutto la grande popolarità acquistata da Enrico V, con le sue vittorie sui francesi, che aveva impedito per quarant'anni ogni invalidazione del diritto della casa di Lancaster.

### Riccardo di York
Riccardo, duca di York, dopo avere tentato con altri mezzi di porre rimedio alla debolezza del governo di Enrico VI prese le armi contro i suoi cattivi consiglieri, che erano anche i suoi nemici personali, e infine in Parlamento chiese come di diritto la corona. Il Parlamento suggerì come compromesso, che venne accettato, di lasciar regnare Enrico fino alla morte e di trasmettere poi la corona a Riccardo e ai suoi eredi. Ma l'atto non venne accettato da Margherita d'Angiò e dai suoi seguaci. Il duca Riccardo fu allora ucciso a Wakefield.

### I discendenti di Riccardo - gli York al trono
Poco dopo il figlio del duca fu incoronato sovrano a Londra con il nome di Edoardo IV e assicurò il trono con la vittoria di Towton (1461). Tuttavia i dissensi minavano l'unità della sua stessa famiglia. Nel 1478 il fratello del re, Giorgio Plantageneto, I duca di Clarence, fu messo a morte come traditore. Il re Edoardo morì inaspettatamente nel 1483, passando il trono al figlio Edoardo V, sotto il protettorato dello zio, Riccardo, duca di Gloucester. Il vescovo di Bath e Wells, Robert Stillington (1420-maggio 1491) però, si fece avanti dichiarando di aver assistito a delle precedenti nozze segrete tra Edoardo e la nobildonna Eleanor Talbot, la quale era ancora viva all'epoca del secondo matrimonio del re. Esaminate le prove i Tre Stati del Regno dichiararono illegittimo il matrimonio di Elisabetta con Edoardo e di conseguenza illegittima tutta la loro prole, e offrirono la corona a Riccardo di Gloucester, che salì al torno come Riccardo III.

### Il termine della dinastia reale
Quest'ultimo sovrano fu ucciso dopo soltanto due anni di regno nella battaglia di Bosworth. Nonostante gli eredi legittimi York (su tutti il John de la Pole, I conte di Lincoln) e Lancaster (nelle case reali di Portogallo e Castiglia), Enrico Tudor, proclamatosi re con il nome di Enrico VII, imparentato con il ramo illegittimo dei Lancaster, sposò Elisabetta di York per rafforzare il proprio diritto al trono, dando origine alla dinastia Tudor.
I Tudor daranno all'Inghilterra alcuni dei più famosi e importanti monarchi della sua storia, quali Enrico VIII ed Elisabetta I, che porteranno il proprio paese dal Medioevo all'Età moderna.

## Il titolo di Duca di York
Il titolo di duca di York fu più volte ripreso nella casa reale inglese. In particolare lo assunsero i pretendenti giacobiti, come Enrico Benedetto Stuart mentre il re Giorgio III conferiva il titolo di duca di York al proprio figlio Federico Augusto di Hannover.